# Barnevelder
La barnevelder est une race de poule domestique originaire des Pays-Bas.

## Description
La barnevelder est une race à deux fins très productive. C'est une volaille assez robuste mais sans lourdeur, bien développée, aux formes arrondies, à la ligne du dos concave et à la position large et fière. Le plumage est de couleur brillante et le dessin précis.
Les poules sont de bonnes pondeuses de gros œufs bruns et, contrairement à d'autres races, continuent à bien pondre en hiver.

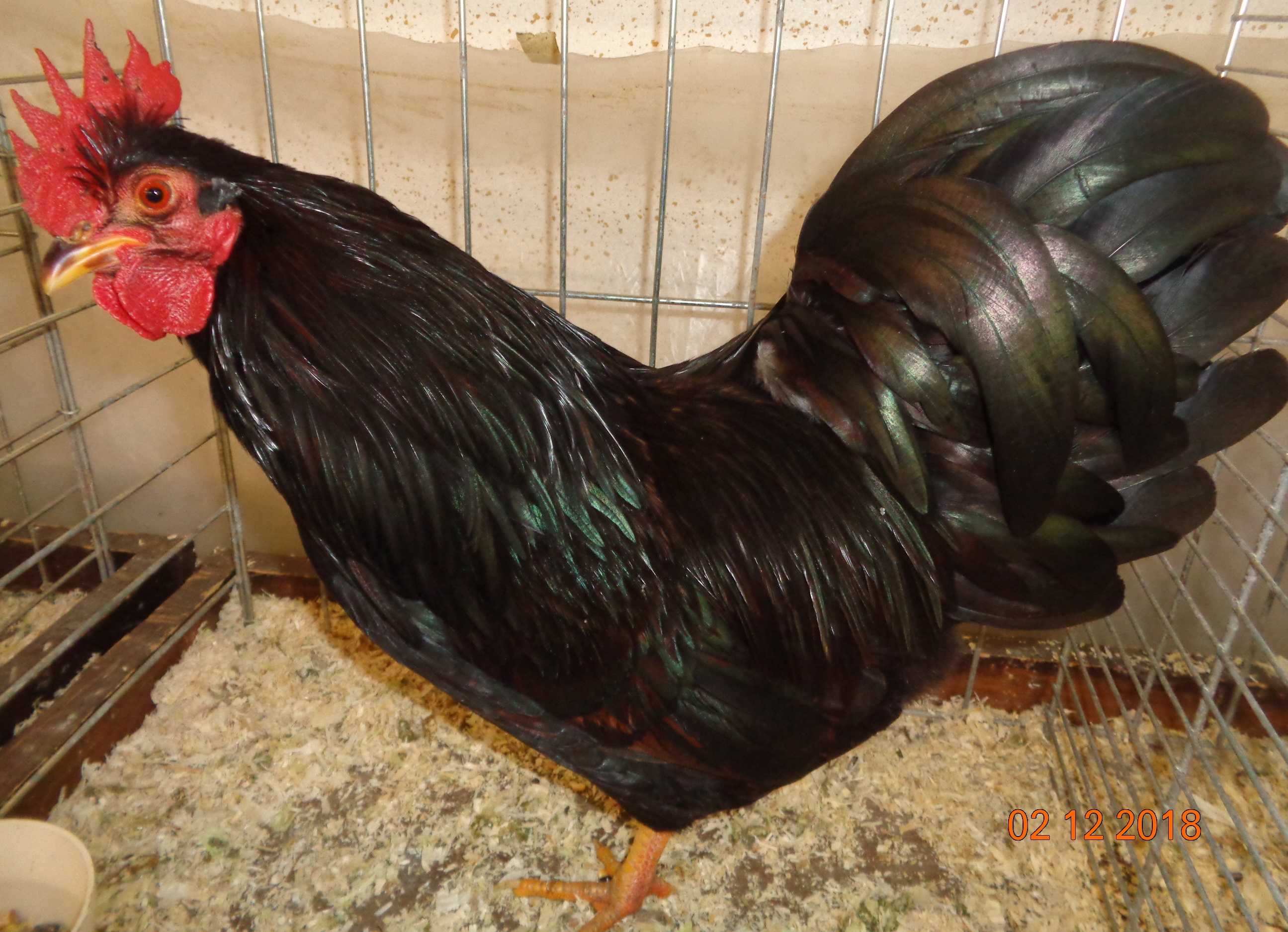
Coq Barnevelder nain acajou à double liseré noir.

La variété barnevelder originale et la plus connue est la variété à double lacet, qui a une crête simple verticale et des pattes jaunes, mais d'autres variétés existent également. Chez les oiseaux de taille standard, le motif est exprimé sur un fond brun (gène e ^ b / e ^ b). Seules les femelles expriment le dessin à double lacet, alors que les mâles sont des rouges à poitrine noire mélanisés.

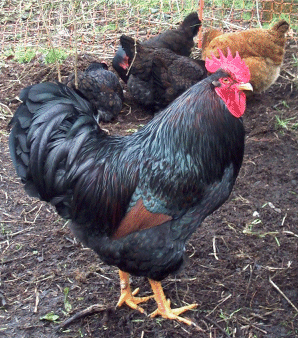
Coq Barnevelder acajou à double liseré noir.

Le club de Barnevelder des Pays-Bas reconnaît les variétés doubles-lacées, doubles-lacées bleues, noires et blanches dans les deux grandes versions de volaille et de bantam. Le club reconnaît également la variété à double lacet d'argent, mais seulement la version bantam. Ils notent que quelques nouvelles variétés, comme le double noir argenté, sont en développement, mais ne sont pas encore officiellement reconnues. Certains pays reconnaissent des variétés dans leurs normes avicoles qui ne sont pas reconnues actuellement aux Pays-Bas, comme les variétés interdites, brun foncé, perdrix, chamois, bleu et argent.

### Origine

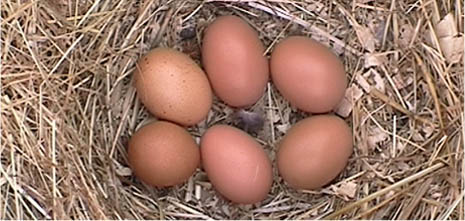
Œufs de barnevelder.

Originaire du village de Barneveld, aux Pays-Bas, c'est une poule fermière élevée à l'origine pour la production de ses œufs roux foncé. À la fin du XIXe siècle, elle fut perfectionnée et sélectionnée par des croisements successifs avec des races asiatiques telles que Croad Langshan, brahma, cochin, combattant malais.
Selon Hans Schippers, la plus grande influence sur les caractéristiques de la barnevelder provient de la langshan qui a contribué à la rusticité, aux œufs bruns et à une bonne production hivernale.
Le nom de barnevelder a été utilisé pour la première fois pour les oiseaux présentés à l'exposition agricole de La Haye en 1911. En 1921, une association d'éleveurs a été formée, et la première norme a été établie. La race a été reconnue en 1923. Elle est reconnue aussi parmi les 108 races de poule du British Poultry Standard.

### Standard
- Crête : simple
- Oreillons : rouges
- Couleur des yeux : rouge orangé
- Couleur de la peau : jaune
- Couleur des tarses : jaune

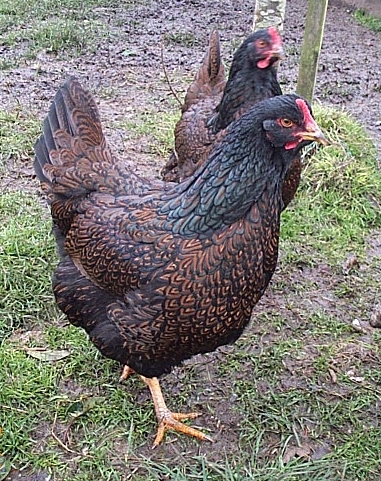
Poules Barnevelder acajou à double liseré noir.

- Variétés de plumage : Blanc, bleu, noir, saumon coucou doré, argenté à double liseré noir, acajou à double liseré noir, acajou à double liseré bleu, brun foncé

Grande race :
- Poids idéal : Coq : 3 à 3,5 kg ; Poule : 2,5 à 2,75 kg
- Œufs à couver : min. 60 g, coquille roux foncé brillant
- Diamètre des bagues : Coq : 20 mm ; Poule : 18 mm

Naine :
- Poids idéal : Coq :  1 kg ; Poule : 900 g
- Œufs à couver : min. 40 g, coquille brune

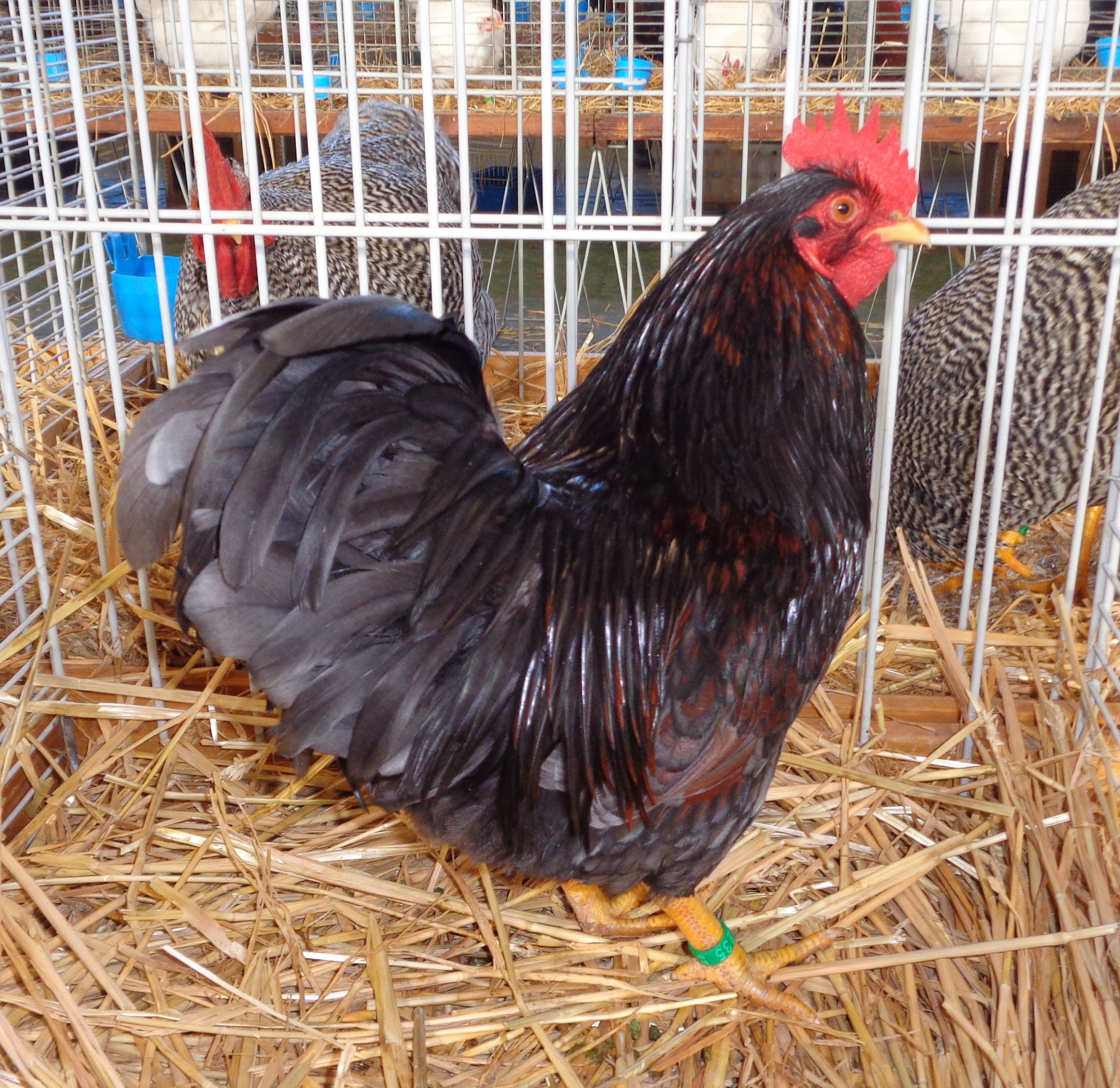
Diamètre des bagues : Coq : 14 mm ; Poule : 12 mm  - Coq Barnevelder nain acajou à double liseré bleu.
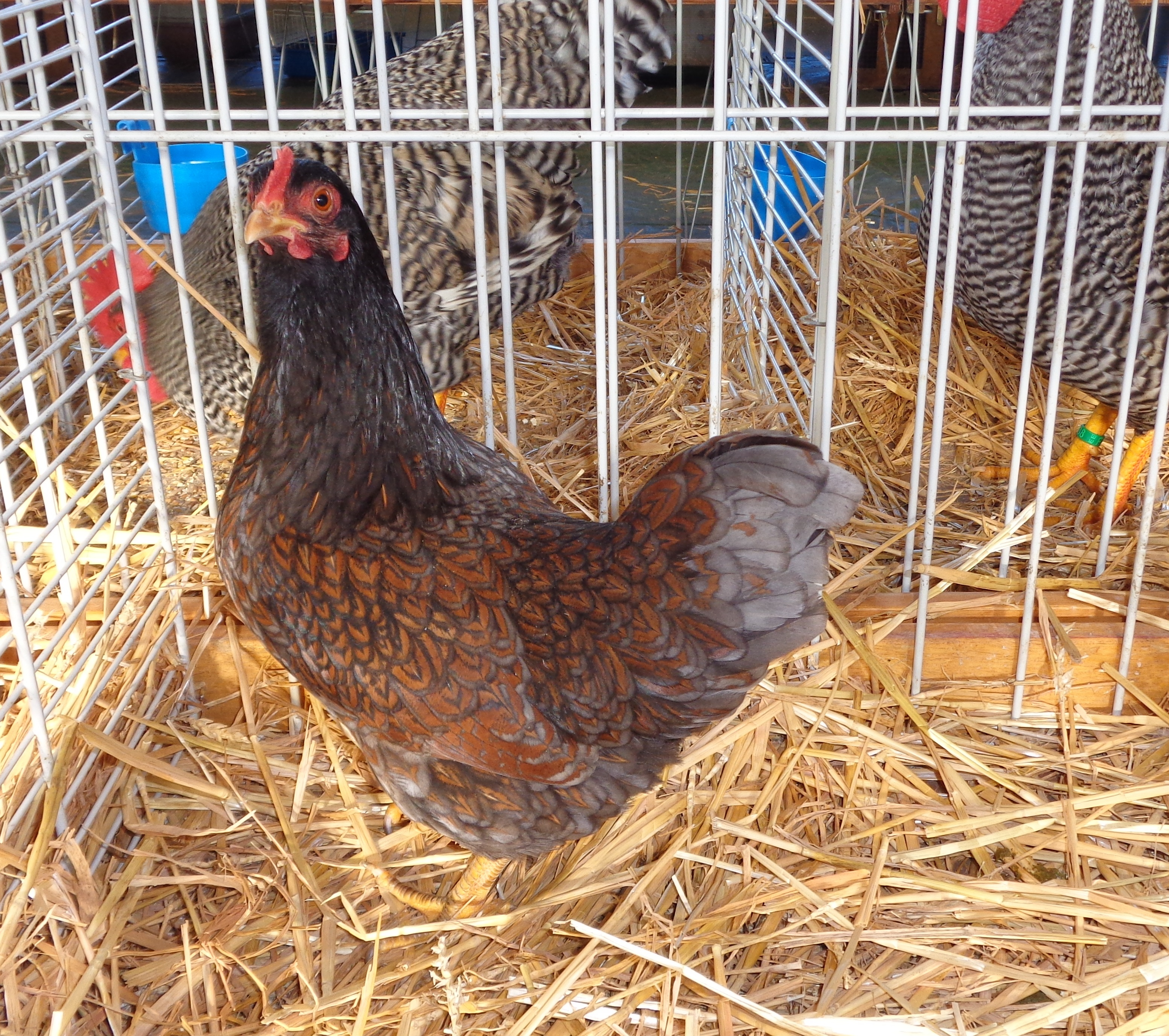
Poule Barnevelder naine acajou à double liseré bleu.
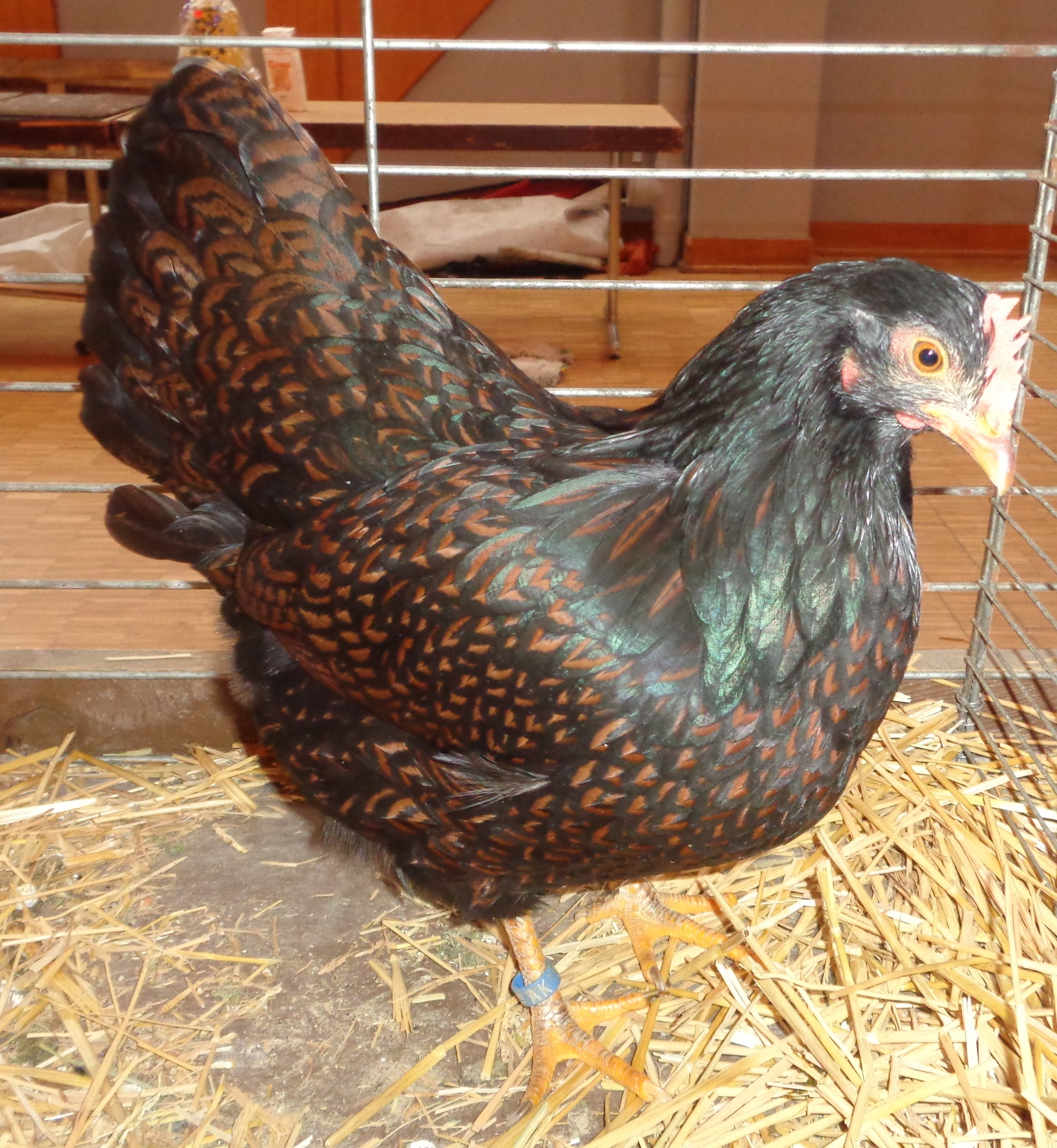
Poule Barnevelder naine acajou à double liseré noir.
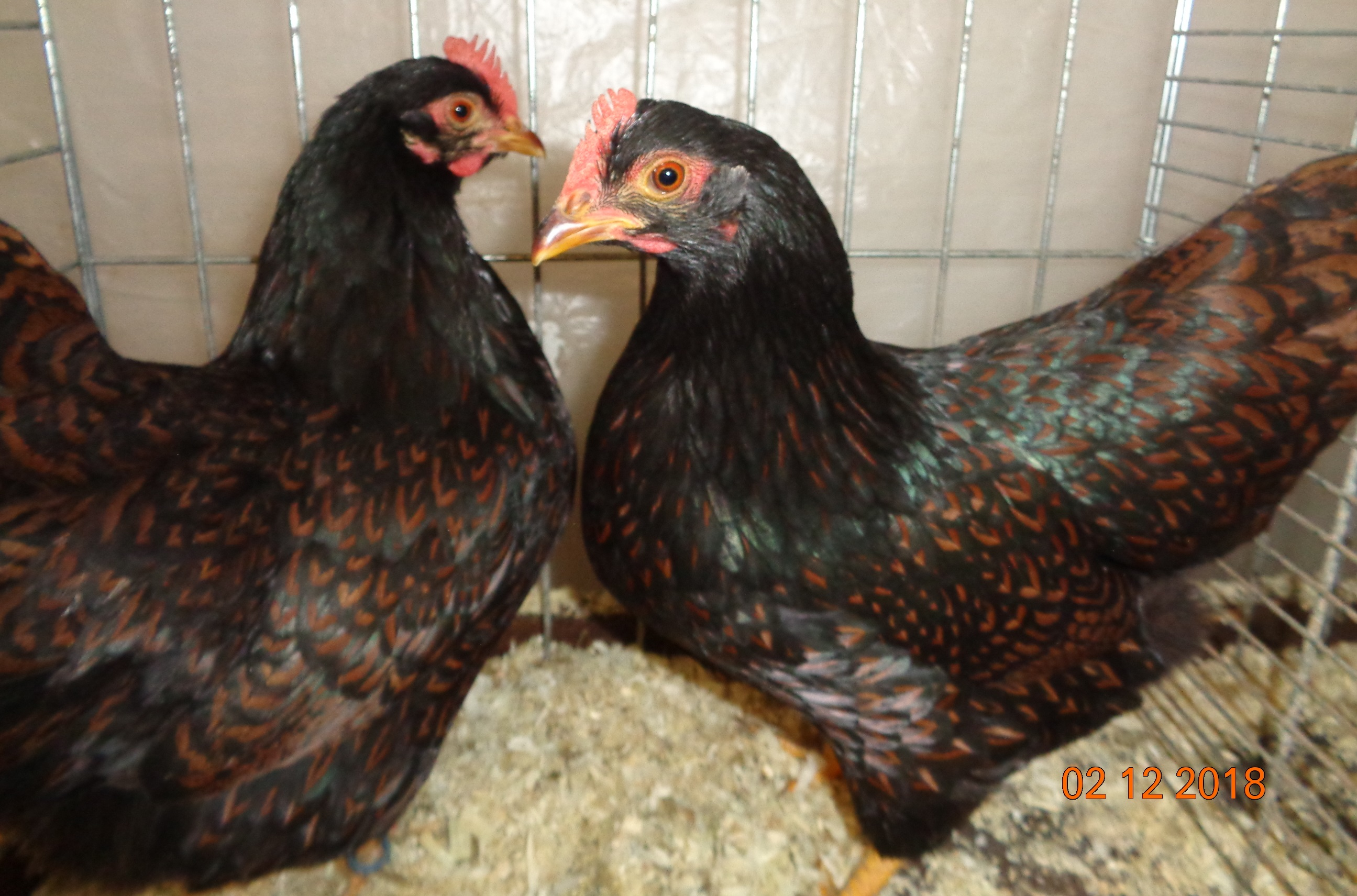
Poules Barnevelder naines acajou à double liseré noir.
  - Poule Barnevelder naine acajou à double liseré bleu.
  - Poule Barnevelder naine acajou à double liseré noir.
  - Poules Barnevelder naines acajou à double liseré noir.

## Sources
- Le Standard officiel des volailles (Poules, oies, dindons, canards et pintades), édité par la Société centrale d'aviculture de France.